# Jacurso
Jacurso es un municipio situado en la provincia de Catanzaro, en Calabria (Italia). Tiene una población estimada, a fines de octubre de 2022, de 553 habitantes.
Es reconocido por la producción de helados artesanales.

## Demografía
| Gráfica de evolución demográfica de Jacurso entre 1861 y 2022 |
|                                                               |
| Fuente: ISTAT - Elaboración gráfica a cargo de Wikipedia      |